# Reuzel
| Reuzel                                                                                     |
| Verzadigde vetzuren = 38–43%: Palmitinezuur: 25–28% Stearinezuur: 12–14% Myristinezuur: 1% |
| Onverzadigde vetzuren= 56–62%                                                              |
| enkelvoudig onverzadigd=47–50%: Oliezuur: 44–47% Palmitoleïnezuur: 3%                      |
| meervoudig onverzadigd Linolzuur: 6–10%                                                    |

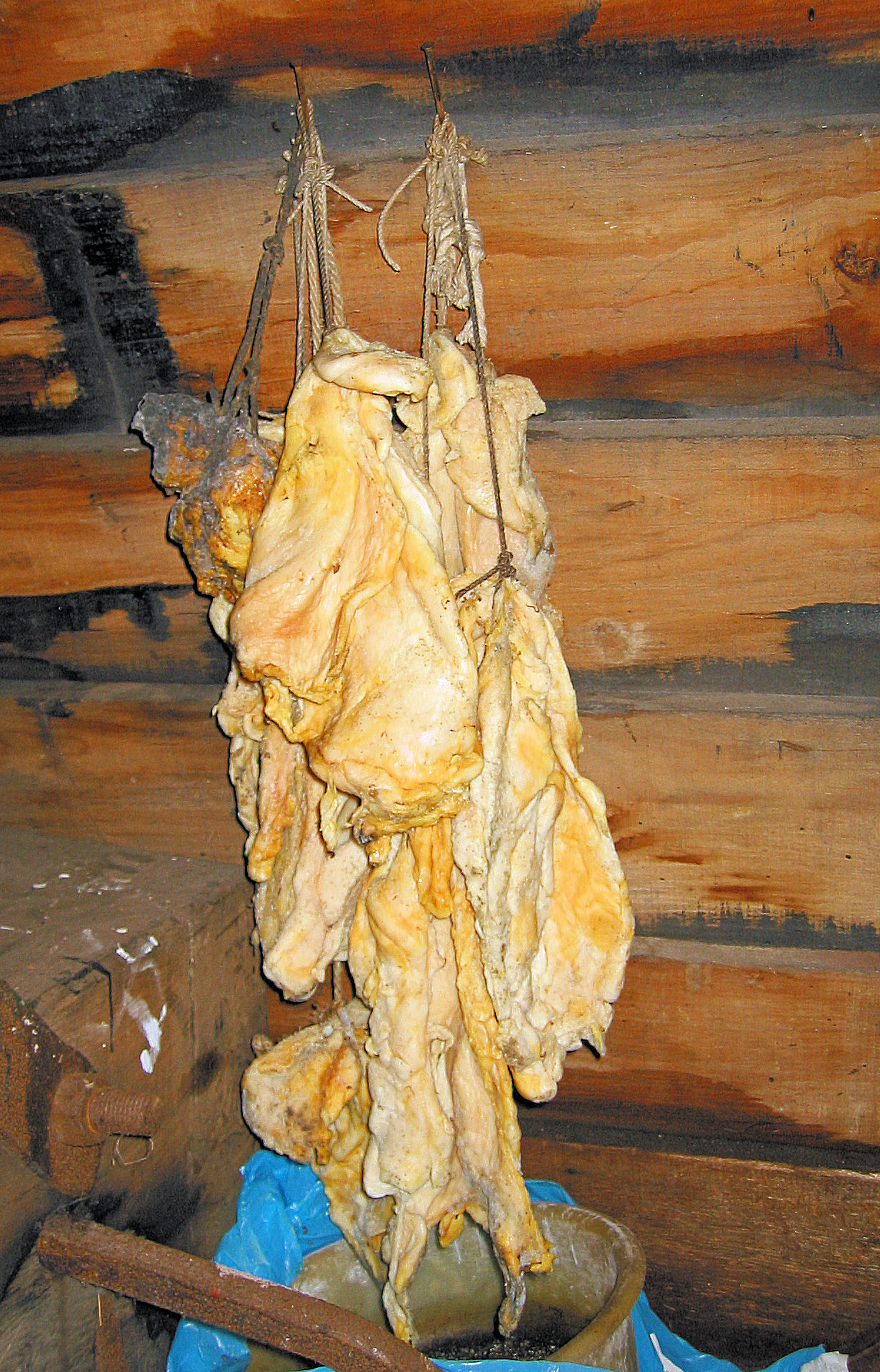
Varkensreuzelvellen in de Laaglandse Molen

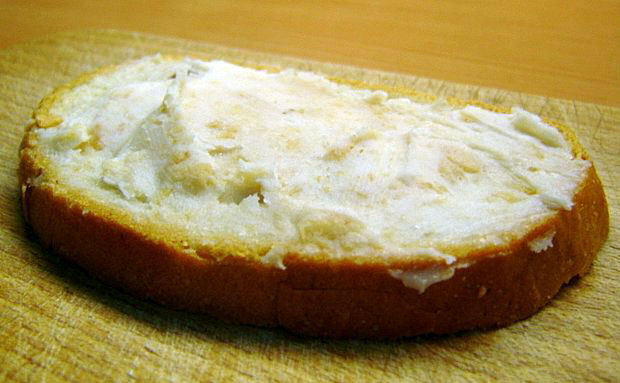
Brood met reuzel

Reuzel of smout is dierlijk vet, het niervet van een varken. Gesmolten reuzel wordt verkregen door het spek te smelten. Wat overblijft is het gesmolten vet en niet-smeltbare restjes die niet gefilterd werden, de zogenaamde kaantjes.  Vet van runderen en schapen wordt talg genoemd.

## Gebruik
Reuzel kan gebruikt worden om op brood te smeren in plaats van boter of margarine, of verwerkt in stroopvet. Reuzel komt voor in recepturen voor pasteideeg. Vroeger werd het gebruikt als goedkoop vet. Smout werd vroeger ook gebruikt om smoutebollen (vandaar de andere naam voor oliebollen) in te bakken al is hier enige discussie over omdat smout ook kan verwijzen naar een plantaardige olie geslagen uit raap- of koolzaad. Ook is reuzel bruikbaar om vlees in te braden. In de Limburgse steenkoolmijnen werd reuzel als broodbeleg gekozen omdat het, in tegenstelling tot veel andere soorten broodbeleg zoals kaas en vleeswaren, geen vreemde bijsmaak kreeg in het ondergrondse luchtklimaat.
Een toepassing in antieke mechanismen is als smeermiddel voor bijvoorbeeld houten machineonderdelen zoals in molens en assen van karren, waarbij aan reuzel van niervet de beste smeereigenschappen worden toegekend.
Reuzel werd wel gebruikt bij mensen die griep hadden of verkouden waren. Men geloofde dat door de torso in te smeren met reuzel het lichaam geïsoleerd werd en dat dat werkte als een soort van dikke huid om het zo extra warm te krijgen en de koorts, griep of verkoudheid uit het lichaam te zweten.